# Grand Prix-wegrace van Finland 1967
De Grand Prix-wegrace van Finland 1967 was de negende Grand Prix van wereldkampioenschap wegrace voor motorfietsen in het seizoen 1967. De races werden verreden op 6 augustus 1967 op het Circuit van Imatra, een stratencircuit in het oosten van de stad Imatra. De 50cc-klasse en de 350cc-klasse kwamen niet aan de start. De werelditel in de zijspanklasse was al beslist.

## Algemeen
De weersomstandigheden in Finland waren tijdens de trainingen uitstekend. Temperaturen van 30 graden én een tv-verslag van de trainingen lokten 30.000 toeschouwers naar Imatra. Tijdens de 125cc-race was het nog droog, waardoor die klasse de snelste rondetijden van de dag liet vastleggen. Nog voor de start van de 500cc-klasse barstte er echter een enorme regenbui los.

## 500cc-klasse
Hoewel de coureurs en teams daarom gevraagd hadden, weigerde de organisatie de start uit te stellen in verband met het hevige noodweer dat tijdens de opwarmronde van de 500cc-klasse was losgebarsten. Toen de storm op zijn hevigst was werd er gestart. Giacomo Agostini was als snelste weg, maar Mike Hailwood zat opgesloten in het middenveld en had nauwelijks zicht door het opspattende water van het veld voor hem. Toch wist hij zich al snel naar de derde plaats op te werken, achter Ago en John Hartle. Er ontstonden grote gaten tussen de rijders: Agostini was al snel ver vóór op het duo Hartle/Hailwood die op hun beurt weer een grote voorsprong hadden op Billie Nelson. Overal langs de baan stonden gestrande coureurs met natte ontstekingen, water in hun motor of gewoon gestopt omdat ze absoluut geen zicht meer hadden. Hailwood wist Hartle af te schudden en probeerde zijn achterstand van 22 seconden op Agostini te verkleinen. Daarbij kreeg hij in de vierde ronde last van aquaplaning en zijn Honda klapte tegen een van de vele bomen langs de baan. Hailwood zelf kwam er zonder kleerscheuren vanaf maar zijn race was over. De spanning in de race was ook over, want Agostini kon nu met gemak de overwinning pakken. Hartle werd tweede en Nelson werd derde.
| Pos | Coureur           | Merk              | Tijd      | Punten |
| --- | ----------------- | ----------------- | --------- | ------ |
| 1   | Giacomo Agostini  | MV Agusta         | 1:09"55'4 | 8      |
| 2   | John Hartle       | Métisse-Matchless | +1"21'3   | 6      |
| 3   | Billie Nelson     | Norton            | +2"28'1   | 4      |
| 4   | Bosse Granath     | Métisse-Matchless | +1 ronde  | 3      |
| 5   | Fred Stevens      | Hannah-Paton      | +1 ronde  | 2      |
| 6   | Maurice Hawthorne | Norton            | +1 ronde  | 1      |
| 7   | Lewis Young       | Métisse-Matchless |           |        |
| 8   | Keith Turner      | Matchless         |           |        |
| 9   | John Dodds        | Norton            |           |        |
| 10  | Jack Saunders     | Matchless         |           |        |
| 11  | Hannu Kuparinen   | Matchless         |           |        |
| 12  | Oliver Howe       | Norton            |           |        |

| Coureur          | Merk              | Oorzaak |
| ---------------- | ----------------- | ------- |
| Eric Hinton      | Norton            |         |
| Kel Carruthers   | Métisse-Matchless |         |
| Gyula Marsovszky | Matchless         |         |
| Herbert Denzler  | Aermacchi         |         |
| Pentti Lehtelä   | Norton            |         |
| Frank Mumford    | Norton            |         |
| Mike Hailwood    | Honda             | Val     |
| Rodney Gould     | Norton            |         |

| Coureur            | Merk                      | Oorzaak |
| ------------------ | ------------------------- | ------- |
| Jack Findlay       | McIntyre-Matchless        |         |
| Ivor Lloyd         | Matchless                 | [ 1 ]   |
| Mike Duff          | Matchless                 |         |
| Chris Conn         | Norton                    |         |
| Dan Shorey         | Norton                    |         |
| Derek Minter       | Norton                    |         |
| Griff Jenkins      | Norton                    |         |
| John Blanchard     | Seeley-Matchless          |         |
| John Cooper        | Norton / Seeley-Matchless |         |
| Peter Williams     | Arter-Matchless           |         |
| Rob Fitton         | Norton                    |         |
| Steve Spencer      | Norton                    |         |
| Angelo Bergamonti  | Hannah-Paton              |         |
| Giuseppe Mandolini | Moto Guzzi                | [ 2 ]   |
| Johnny Rockett     | Norton                    | [ 1 ]   |
| Andreas Georgeades | Velocette                 | [ 1 ]   |

### Top tien tussenstand 500cc-klasse
| Pos | Coureur          | Merk                      | Ptn |
| --- | ---------------- | ------------------------- | --- |
| 1   | Giacomo Agostini | MV Agusta                 | 44  |
| 2   | Mike Hailwood    | Honda                     | 30  |
| 3   | Peter Williams   | Arter-Matchless           | 16  |
| 4   | John Hartle      | Métisse-Matchless         | 15  |
| 5   | Jack Findlay     | McIntyre-Matchless        | 11  |
| 6   | Fred Stevens     | Hannah-Paton              | 8   |
| 7   | Gyula Marsovszky | Matchless                 | 7   |
| 7   | John Cooper      | Norton / Seeley-Matchless | 7   |
| 9   | Billie Nelson    | Norton                    | 6   |
| 10  | Steve Spencer    | Norton                    | 4   |
| 10  | Dan Shorey       | Norton                    | 4   |
| 10  | John Dodds       | Norton                    | 4   |

## 250cc-klasse
Op het Finse Imatra reed de 250cc-klasse ná de 500 cc, die onder erbarmelijke omstandigheden verreden was. De 250 cc was niet zó erg, maar toch nog erg nat. Mike Hailwood, in de 500cc-klasse gevallen door aquaplaning, startte als snelste en had na de eerste ronde al 4 seconden voorsprong op Phil Read, Bill Ivy en Ralph Bryans. Hailwood liep steeds verder weg en zowel Read als Bryans kregen problemen door een natte ontsteking. Read viel uiteindelijk zelfs uit met schakelproblemen. Achter Ivy kwam Heinz Rosner op de derde plaats door, maar ook hij kreeg problemen waardoor zijn MZ-teamgenoot Derek Woodman uiteindelijk derde werd. Mike Hailwood klom naar de tweede plaats in de WK-stand, waar hij gelijk stond met Bill Ivy.
| Pos | Coureur          | Merk         | Tijd      | Punten |
| --- | ---------------- | ------------ | --------- | ------ |
| 1   | Mike Hailwood    | Honda        | 1:04"52'4 | 8      |
| 2   | Bill Ivy         | Yamaha       | +1"39'1   | 6      |
| 3   | Derek Woodman    | MZ           | +2 ronden | 4      |
| 4   | Gyula Marsovszky | Bultaco      | +2 ronden | 3      |
| 5   | Fred Stevens     | Hannah-Paton | +3 ronden | 2      |
| 6   | Malcolm Stanton  | Aermacchi    | +3 ronden | 1      |
| 8   | Heinz Rosner     | MZ           | Na val    | Na val |

| Coureur      | Merk    | Oorzaak         |
| ------------ | ------- | --------------- |
| Phil Read    | Yamaha  | Versnellingsbak |
| Ralph Bryans | Honda   | Ontsteking      |
| Bob Coulter  | Bultaco | Brandstof       |

| Coureur          | Merk   | Oorzaak |
| ---------------- | ------ | ------- |
| Yvon Duhamel     | Yamaha | [ 1 ]   |
| Ron Grant        | Yamaha | [ 1 ]   |
| Frank Camillieri | Yamaha | [ 1 ]   |

| Coureur           | Merk      |
| ----------------- | --------- |
| Jack Findlay      | Bultaco   |
| Rolf Schmid       | Bultaco   |
| Carlos Giró       | Ossa      |
| José Medrano      | Bultaco   |
| Bill Smith        | Kawasaki  |
| Brian Steenson    | Aermacchi |
| Dave Simmonds     | Kawasaki  |
| Mick Chatterton   | Yamaha    |
| Tommy Robb        | Bultaco   |
| Gilberto Milani   | Aermacchi |
| Akiyasu Motohashi | Yamaha    |
| Jyun Hamano       | Yamaha    |
| Ginger Molloy     | Bultaco   |

### Top tien tussenstand 250cc-klasse
| Pos | Coureur          | Merk     | Ptn     |
| --- | ---------------- | -------- | ------- |
| 1   | Phil Read        | Yamaha   | 42      |
| 2   | Bill Ivy         | Yamaha   | 38      |
| 2   | Mike Hailwood    | Honda    | 38      |
| 4   | Ralph Bryans     | Honda    | 33 (36) |
| 5   | Derek Woodman    | MZ       | 13      |
| 6   | Heinz Rosner     | MZ       | 10      |
| 7   | Ginger Molloy    | Bultaco  | 8       |
| 8   | Gyula Marsovszky | Bultaco  | 7       |
| 9   | Dave Simmonds    | Kawasaki | 5       |
| 10  | José Medrano     | Bultaco  | 4       |

(Punten (tussen haakjes) zijn inclusief streepresultaten)

## 125cc-klasse
In het Finland kwam Yoshimi Katayama niet aan de start; hij was in Japan om de nieuwe Suzuki RS 67U viercilinder te testen. Bij de start waren de Yamaha's opnieuw slecht weg. Phil Read startte zelfs als laatste omdat zijn machine niet wilde aanslaan en Bill Ivy moest al na één ronde zijn bougies laten vervangen. Aan het einde van de eerste ronde had Read echter bijna het hele veld ingehaald en reed hij al op de tweede plaats achter Stuart Graham op de Suzuki RT 67. Na vier ronden werden de remmen van Graham slechter, waardoor Read nog dichterbij kon komen en uiteindelijk de koppositie kon overnemen. Ivy moest opnieuw bougies vervangen, maar daarna reed hij de snelste raceronde en, naar later bleek, de snelste ronde van de dag. In de 9e ronde liep de motor van Phil Read vast en nam Stuart Graham opnieuw de leiding. Ivy had bijna een ronde achterstand, maar werd toch nog tweede vóór Dave Simmonds die de eerste podiumplaats voor Kawasaki haalde. Na deze droge race barstte een enorm noodweer los, waardoor alle andere klassen in de stromende regen verreden moesten worden. Stuart Graham klom dankzij zijn eerste overwinning naar de tweede plaats in de WK-stand, waar hij gelijk stond met Phil Read.
| Pos | Coureur          | Merk     | Tijd      | Punten |
| --- | ---------------- | -------- | --------- | ------ |
| 1   | Stuart Graham    | Suzuki   | 55"15'9   | 8      |
| 2   | Bill Ivy         | Yamaha   | +1"43'0   | 6      |
| 3   | Dave Simmonds    | Kawasaki | +1 ronde  | 4      |
| 4   | Jürgen Lenk      | MZ       | +1 ronde  | 3      |
| 5   | Kel Carruthers   | Honda    | +1 ronde  | 2      |
| 6   | Hartmut Bischoff | MZ       | +2 ronden | 1      |

| Coureur   | Merk   | Oorzaak   |
| --------- | ------ | --------- |
| Phil Read | Yamaha | Vastloper |

| Coureur          | Merk   | Oorzaak    |
| ---------------- | ------ | ---------- |
| Jean-Guy Duval   | Yamaha | [ 1 ]      |
| Ralph Swegan     | Yamaha | [ 1 ]      |
| Robert Lusk      | Yamaha | [ 1 ]      |
| Robert Messina   | Yamaha | [ 1 ]      |
| Tim Coopey       | Yamaha | [ 1 ]      |
| Yoshimi Katayama | Suzuki | Teambeleid |

| Coureur              | Merk    |
| -------------------- | ------- |
| Barry Smith          | Bultaco |
| Kevin Cass           | Bultaco |
| Klaus Enderlein      | MZ      |
| Thomas Heuschkel     | MZ      |
| Hans Georg Anscheidt | Suzuki  |
| Herbert Mann         | MZ      |
| Walter Scheimann     | Honda   |
| José Maria Busquets  | Montesa |
| José Medrano         | Bultaco |
| Jean-Louis Vergnais  | Bultaco |
| Jim Curry            | Honda   |
| Rex Avery            | EMC     |
| Francesco Villa      | Montesa |
| Giovanni Burlando    | Honda   |
| Walter Villa         | Montesa |
| Akiyasu Motohashi    | Yamaha  |
| Hideo Kanaya         | Suzuki  |
| Isao Morishita       | Suzuki  |
| Yasuho Shigeno       | Suzuki  |
| Cees van Dongen      | Honda   |
| Ginger Molloy        | Bultaco |

### Top tien tussenstand 125cc-klasse
| Pos | Coureur              | Merk     | Ptn |
| --- | -------------------- | -------- | --- |
| 1   | Bill Ivy             | Yamaha   | 44  |
| 2   | Phil Read            | Yamaha   | 34  |
| 2   | Stuart Graham        | Suzuki   | 34  |
| 4   | Yoshimi Katayama     | Suzuki   | 19  |
| 5   | László Szabó         | MZ       | 9   |
| 5   | Dave Simmonds        | Kawasaki | 9   |
| 7   | Hans Georg Anscheidt | Suzuki   | 6   |
| 8   | Thomas Heuschkel     | MZ       | 5   |
| 9   | Kel Carruthers       | Honda    | 4   |
| 10  | Akiyasu Motohashi    | Yamaha   | 3   |
| 10  | Walter Villa         | Montesa  | 3   |
| 10  | Klaus Enderlein      | MZ       | 3   |
| 10  | Jürgen Lenk          | MZ       | 3   |

## Zijspanklasse
Net als de meeste races in Imatra reden ook de zijspannen in de stromende regen, maar nu was de organisatie in elk geval verstandig genoeg om de race in te korten van 20 naar 17 ronden. Georg Auerbacher/Eduard Dein namen aanvankelijk de leiding, gevolgd door Siegfried Schauzu/Horst Schneider. Klaus Enders/Ralf Engelhardt lagen toen nog ergens in het middenveld. In de tweede ronde viel Schauzu uit door een gebroken zuiger. Enders had aansluiting gevonden bij Auerbacher en passeerde hem. Ook Johann Attenberger/Josef Schillinger gingen voorbij Auerbacher, die een natte bougie had maar zich toch nog op de derde plaats wist te handhaven.
| Pos | Coureur            | Bakkenist         | Merk | Tijd      | Punten |
| --- | ------------------ | ----------------- | ---- | --------- | ------ |
| 1   | Klaus Enders       | Ralf Engelhardt   | BMW  | 53"26'5   | 8      |
| 2   | Johann Attenberger | Josef Schillinger | BMW  | +1"08'3   | 6      |
| 3   | Georg Auerbacher   | Eduard Dein       | BMW  | +3"06'9   | 4      |
| 4   | Hans Hänni         | Kurt Barfuss      | BMW  | +2 ronden | 3      |
| 5   | Bertil Persson     | Berndt Äström     | BMW  | +2 ronden | 2      |
| 6   | Ruben Bjarnemark   | Lennart Rägmo     | BMW  | +2 ronden | 1      |

| Coureur               | Bakkenist       | Merk | Oorzaak |
| --------------------- | --------------- | ---- | ------- |
| Heinz Luthringshauser | Hermann Hahn    | BMW  | Motor   |
| Siegfried Schauzu     | Horst Schneider | BMW  | Zuiger  |

| Coureur          | Bakkenist     | Merk | Oorzaak   |
| ---------------- | ------------- | ---- | --------- |
| Harald Wohlfahrt | Heiner Vester | BMW  | Blessures |

| Coureur     | Bakkenist        | Merk | Oorzaak                |
| ----------- | ---------------- | ---- | ---------------------- |
| Helmut Fath | Wolfgang Kalauch | URS  | Ziekte van Helmut Fath |

| Coureur           | Bakkenist          | Merk |
| ----------------- | ------------------ | ---- |
| Arsenius Butscher | Armgard Neumann    | BMW  |
| Otto Kölle        | Rolf Schmid        | BMW  |
| Joseph Duhem      | François Fernandez | BMW  |
| Barry Dungsworth  | Ron Wilson         | BMW  |
| Colin Seeley      | Ray Lindsay        | BMW  |
| Pip Harris        | John Thornton      | BMW  |
| Terry Vinicombe   | John Flaxman       | BSA  |
| Tony Wakefield    | Graham Milton      | BMW  |

### Top tien tussenstand zijspanklasse
| Pos | Coureur               | Bakkenist                    | Merk | Ptn     |                |
| --- | --------------------- | ---------------------------- | ---- | ------- | -------------- |
| 1   | Klaus Enders          | Ralf Engelhardt              | BMW  | 40 (52) | wereldkampioen |
| 2   | Siegfried Schauzu     | Horst Schneider              | BMW  | 28 (31) |                |
| 3   | Georg Auerbacher      | Eduard Dein                  | BMW  | 27      |                |
| 4   | Tony Wakefield        | Graham Milton                | BMW  | 11      |                |
| 5   | Pip Harris            | John Thornton                | BMW  | 10      |                |
| 5   | Johann Attenberger    | Josef Schillinger            | BMW  | 10      |                |
| 7   | Barry Dungsworth      | Ron Wilson en Neil Caddow    | BMW  | 4       |                |
| 7   | Colin Seeley          | Ray Lindsay                  | BMW  | 4       |                |
| 7   | Heinz Luthringshauser | Hermann Hahn en Geoff Hughes | BMW  | 4       |                |
| 10  | Otto Kölle            | Rolf Schmid                  | BMW  | 3       |                |
| 10  | Hans Hänni            | Kurt Barfuss                 | BMW  | 3       |                |

(Punten (tussen haakjes) zijn inclusief streepresultaten)
1932 · 1948 · 1949 · 1950 · 1951 · 1952 · 1953 · 1954 · 1955 · 1956 · 1957 · 1958 · 1959 · 1960 · 1961 · 1962 · 1963 · 1964 · 1965 · 1966 · 1967 · 1968 · 1969 · 1970 · 1971 · 1972 · 1973 · 1974 · 1975 · 1976 · 1977 · 1978 · 1979 · 1980 · 1981 · 1982